# Marie de Montferrat
Marie de Montferrat (1192/1193 † 1212), reine de Jérusalem de 1205 à 1212, est la fille posthume de Conrad de Montferrat et d'Isabelle Ire de Jérusalem, reine de Jérusalem.

## Biographie
Le 28 avril 1192, alors que la rivalité entre Guy de Lusignan et Conrad de Montferrat est sur le point de trouver un terme, et que Richard Cœur de Lion s'apprête à terminer la troisième croisade et à rentrer en Angleterre, Conrad de Montferrat est assassiné à Tyr par deux Hashshâshîn. Sa veuve Isabelle de Jérusalem est remariée en hâte le 5 mai avec Henri II de Champagne, comte de Champagne et neveu des deux rois Philippe Auguste et Richard Cœur de Lion, alors qu'elle était déjà visiblement enceinte. Marie est ainsi une enfant posthume, née au cours de l'été 1192.
Henri II de Champagne meurt en 1197, Amaury II de Lusignan, déjà roi de Chypre lui succède et épouse Isabelle de Jérusalem, et meurt le 1er avril 1205. Isabelle meurt peu après et Marie devint reine de Jérusalem, à l'âge de treize ans, tandis qu'Hugues Ier de Lusignan, issu d'un premier mariage d'Amaury, devient roi de Chypre. Le demi-frère de sa mère, Jean d'Ibelin, seigneur de Beyrouth, exerce la régence au nom de Marie, avec sagesse et à la satisfaction des habitants des royaumes. À défaut de pouvoir mener des opérations de reconquête des territoires perdus en 1187, il maintient le royaume dans ses limites, pratiquant une politique de paix avec Al-Adil, le frère de Saladin qui avait fini par prendre sa succession en éliminant les autres héritiers.
En 1209, Marie est âgée de dix-sept ans, la régence doit bientôt prendre fin et le conseil de régence considère que la présence d'un roi devient nécessaire. L’assemblée des barons et des prélats décide de demander conseil à Philippe Auguste, roi de France, qui propose un de ses fidèles, Jean de Brienne, un cadet d'une famille champenoise. Doué d'une grande bravoure, rappelant celle des premiers croisés, et d'une grande sagesse, ce chevalier est cependant impécunieux et âgé de quarante ans. Pour remédier à son manque de fortune et pour lui permettre de financer ses obligations de souverain (cour et ost), Philippe Auguste et le pape Innocent III lui versent chacun la somme de 40 000 livres tournois.
Le mariage est célébré le 14 septembre 1210, puis les époux sont sacrés roi et reine de Jérusalem le 3 octobre 1210 dans la cathédrale de Tyr. Jean de Brienne continue la politique de paix de Jean d'Ibelin. En 1212, Marie de Montferrat donne naissance à une fille, Isabelle (1212 † 1228) ou Yolande, mais meurt peu de temps après, probablement de la fièvre puerpérale. Jean conserve la couronne, mais en devenant bailli ou régent du royaume au nom de sa fille, appelée Isabelle II, qu'il marie plus tard (en 1225) à l'empereur Frédéric II de Hohenstaufen.
La lignée de Marie s'éteint en 1268, avec la mort de son arrière-petit-fils Conradin (ou Conrad III de Jérusalem), exécuté en Italie du Sud sur l'ordre de Charles d'Anjou, qui s'empare de son royaume de Sicile. Après lui, les descendants de sa demi-sœur cadette (Alix de Champagne) héritent de son royaume.